# Хендовер
Хендовер (англ. Handover — передача) — в стільниковому зв'язку процес переходу абонента від однієї базової станції до іншої. В супутниковому зв'язку процес передачі контролю над супутником від одного науково-вимірювального пункту до іншого без порушення і втрати обслуговування.